# Reoetov (Moskou)
Reoetov (Russisch: Ре́утов) is een stad in de Russische oblast Moskou, 18 kilometer ten oosten van het centrum van Moskou gelegen. In 2021 telde de stad 113.871 inwoners.

## Geschiedenis
De exacte stichtingsdatum van Reoetov is onbekend, maar de meeste historici geloven dat het tussen 1492 en 1495 werd gesticht. In de 17e-18e eeuw werd het onder de naam Reoetovo benoemd in het volkstellingsboek van 1709, toen het eigendom was van knjaz Vasili Dolgoroekov.
In 1787 werd het dorp aangekocht door knjaz N. I. Maslov. Onder zijn bewind werd Reoetovo een luxueus landgoed. Aan het begin van de 19e eeuw ging Maslov failliet en werd het dorp eigendom van een welvarende Rus genaamd Pochvistnev, die in 1824 een katoenfabriek liet bouwen in het dorp. Het garen van de fabriek behoorde tot het beste van Rusland. In 1831 verkocht Pochvistnev het land en de fabriek aan de Moskouse koopman Mazoerin. Hij bouwde onder andere een steenfabriek en herstructureerde het dorp van de katoenspinnerij tot de fabrieksstad Reoetovo.
Sinds 1955 is Reoetov de thuishaven van de raketbouwer NPO Masjinostrojenija, waar verschillende robot- en bemande ruimtesatellieten, ICBM's en kruisraketten worden ontwikkeld.

## Administratieve ligging
Reoetov valt binnen de administratieve eenheid van het oblast Moskou, dat een grootstedelijk district vormt rondom de hoofdstad Moskou.

## Vervoer

### Bussen
In tegenstelling tot andere steden en dorpen in de oblast Moskou wordt het openbaar vervoer volledig verzorgd door Mosgortrans, het overheidsbedrijf dat busvoorzieningen voorziet in en rondom Moskou. 
Vanuit de stad is er één lijndienst die de volgende vervoersverbindingen heeft
- Vanuit het westen: met het metrostation Novogirejevo
- Vanuit het zuiden: met de metrostations Novokosino, Kosino, Ljoebertsy en het treinstation Kazanskaja
- Vanuit het noorden: met het metrostation Pervomajskaja

### Treinstation en metro
Het treinstation Reoetovo ligt op 5 haltes (ongeveer 20 minuten) van de Moskouse treinstation Moskva Koerskaja.
Het metrostation Novokosino ligt op 7 haltes van het centrum van de stad Moskou.

## Partnersteden
Reoetov heeft als partnersteden:
- Mansfield, Verenigd Koninkrijk
- Njasvizj, Wit-Rusland

## Geboren
- Tatjana Kosmatsjova (1985), theater- en filmactrice
- Maria Sotskova (2000), kunstschaatsster